# Дейтабрикс
Дейтабрикс (на английски: Databricks) е американска компания за корпоративен софтуер, основана от създателите на Apache Spark. Компанията също поддържа Delta Lake, MLflow и Koalas, проекти с отворен код, които обхващат подготовка на данни, анализи от науката за данни и машинно обучение. Дейтабрикс разработва уеб-базирана платформа за работа със Spark, която осигурява автоматизирано управление на клъстери и работна среда (тетрадки) в стила на IPython. Компанията организира масивни отворени онлайн курсове за Spark и провежда конференция за общността на Spark – „Data + AI Summit“.
| Серия | Дата          | Сума (милион $) | Водещи инвеститори            |
| ----- | ------------- | --------------- | ----------------------------- |
| A     | 2013          | 13,9            | Андреесен Хоровиц             |
| B     | 2014          | 33              | New Enterprise Associates     |
| C     | 2016          | 60              | New Enterprise Associates     |
| D     | 2017          | 140             | Андреесен Хоровиц             |
| E     | февруари 2019 | 250             | Андреесен Хоровиц             |
| F     | октомври 2019 | 400             | Андреесен Хоровиц             |
| G     | януари 2021   | 1000            | Франклин Темпълтън Инвестиции |
| H     | август 2021   | 1600            | Морган Стенли                 |

Седалището на Дейтабрикс е в Сан Франциско. Има офиси и в Канада, Обединеното кралство, Холандия, Сингапур, Австралия, Германия, Франция, Япония, Китай, Индия и Бразилия.